# Рёскин, Джон
Джон Рёскин (также Ра́скин, англ. John Ruskin; 8 февраля 1819, Лондон — 20 января 1900, Брентвуд) — английский писатель, художник, философ и теоретик искусства, литературный критик и поэт викторианской эпохи; член Арундельского общества. Оказал большое влияние на развитие искусствознания и эстетики второй половины XIX — начала XX веков.
Рёскин писал на такие разные темы, как геология, архитектура, мифология, орнитология, литература, образование, ботаника и политическая экономия. Манеры письма и литературные формы были разнообразны. Он писал очерки и трактаты, стихи и лекции, путеводители и пособия, письма и даже сказки. Во всех своих произведениях он подчёркивал связь между природой, искусством и обществом.

## Биография

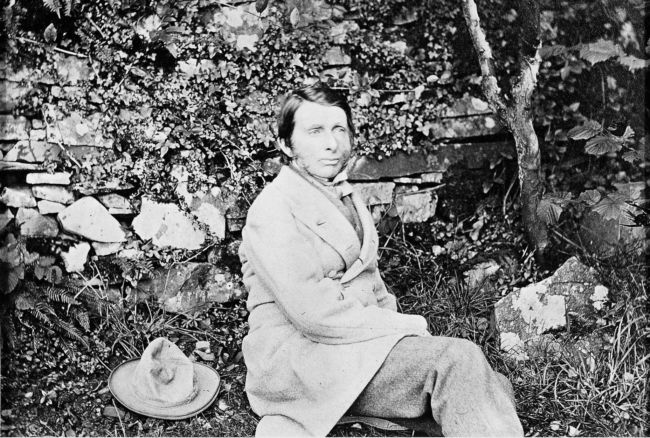
Джон Рёскин. Фотография 1873 года

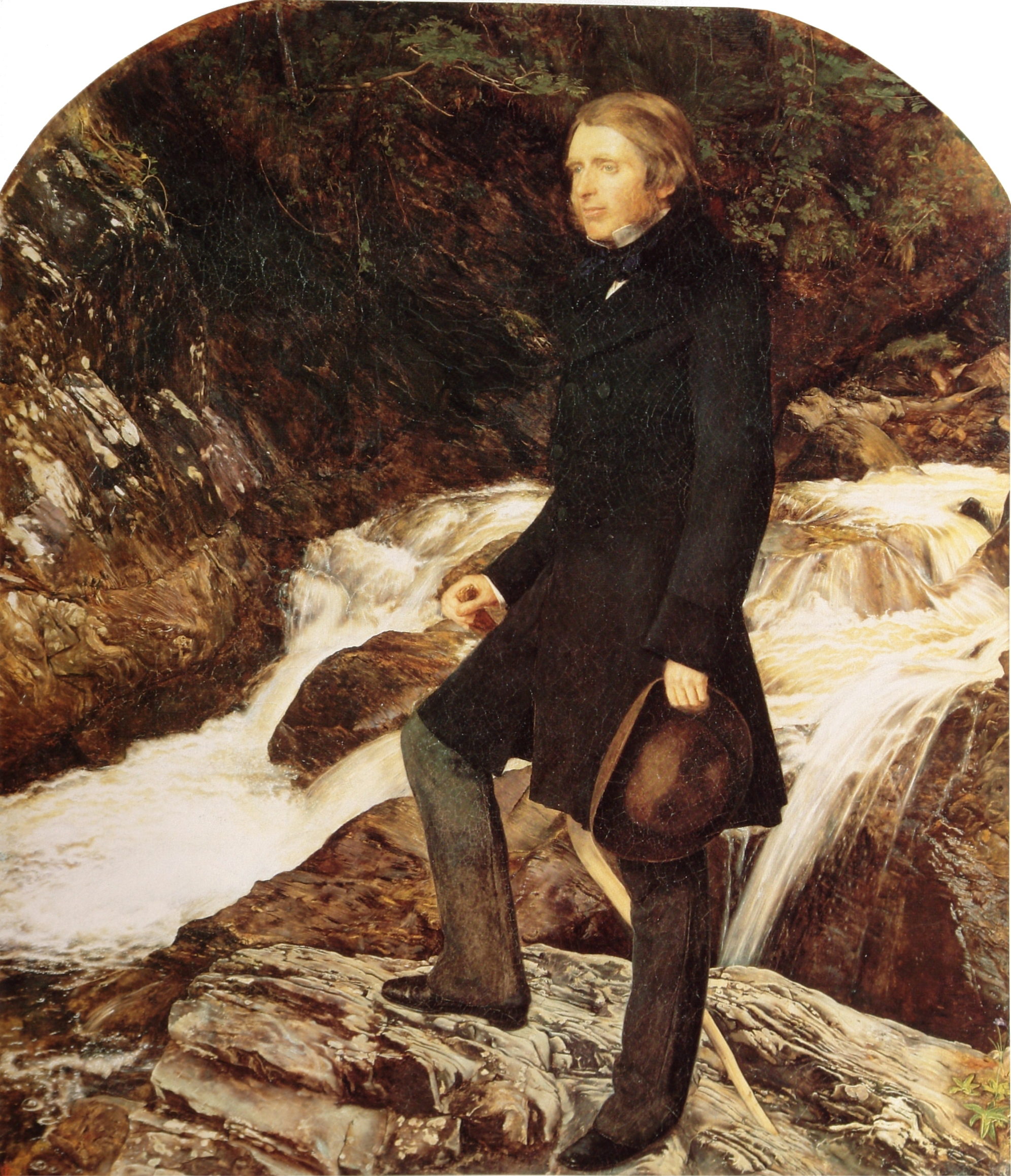
Дж. Э. Милле. Портрет Дж. Рёскина. Между 1853 и 1854. Холст, масло. Музей Эшмола, Оксфорд

Джон Рёскин родился в семье богатого шотландского торговца хересом. Его отец, Джон Джеймс Рёскин (1785—1864), был импортёром хереса и вина, партнёром-основателем и фактическим руководителем компаний «Ruskin, Telford and Domecq». Его дед, Джон Томас Рёскин, был коммерсантом, торговал ситцем. В семье царила атмосфера религиозного благочестия, оказавшая значительное влияние на последующие взгляды писателя.
Вначале Джон работал клерком, помогая семье в торговых делах. Семейные деловые поездки привели его в Озёрный край (его первое стихотворение «Итериада» было отчётом о его путешествии в 1830 году) и к родственникам в Перт, Шотландия. Еще в 1825 году семья посетила Францию и Бельгию. Их континентальные турне становились всё более амбициозными: в 1833 году они посетили Страсбург, Шаффхаузен, Милан, Геную и Турин — места, куда Рёскин часто возвращался. Он на всю жизнь полюбил Альпы и в 1835 году впервые посетил Венецию, тот «рай городов», который стал предметом большей части его более поздних теоретических работ об искусстве. Его дневники путешествий обязательно включали заметки о геологических образованиях и ландшафте посещаемых стран. Он делал подробные зарисовки и картины скал, растений, птиц, пейзажей, архитектурных сооружений и орнаментов.
Джон получил домашнее образование у своих родителей и частных наставников, в том числе у проповедника-конгрегационалиста Эдварда Эндрюса. С 1834 по 1835 год посещал школу в Пекхэме, которой руководил прогрессивный евангелист Томас Дейл (1797—1870). Рёскин услышал лекцию Дейла в 1836 году в Королевском колледже в Лондоне, где Дейл был первым профессором английской литературы. Рёскин поступил и завершил обучение в Королевском колледже, где под опекой Дейла готовился к поступлению в Оксфордский университет.
Его первой публикацией было стихотворение «On Skiddaw and Derwent Water» (первоначально озаглавленное «Строки, написанные на озёрах в Камберленде», 1829). С сентября 1837 по декабрь 1838 года в журнале «Loudon’s Architectural Magazine» была опубликована «Поэзия архитектуры» под псевдонимом «Kata Phusin» («калька» греческого: «Согласно природе»).
В 1836 году Рёскин поступил в Оксфордский университет, и впоследствии сам читал там курс истории искусства. Став лектором, он настаивал на необходимости изучения геологии и биологии будущими художниками-пейзажистами, а также на введении практики научного рисования: «В погожие дни я посвящаю немного времени кропотливому изучению природы; при непогоде я за основу беру лист или растение и рисую их. Это неминуемо ведет меня к выяснению их ботанических названий».
Здоровье Рёскина было слабым, и он был вынужден часто возвращаться в Лондон, к семье и не любил университет. Большую часть времени с конца 1840 по осень 1842 года Рёскин вместе с родителями находился за границей, главным образом в Италии. Его изучением итальянского искусства руководил Джордж Ричмонд, с которым его познакомил Джозеф Северн, друг поэта Джона Китса, проживавшего в то время в Риме.
Джон Рёскин был вынужден написать статью в защиту Уильяма Тёрнера, когда прочитал нападки на некоторые его картины, выставленные в Королевской академии художеств. Джон Джеймс отправил статью Тёрнеру, который не захотел, чтобы она была опубликована. Она появилась в печати только в 1903 году. После смерти художника в 1851 году Рёскин каталогизировал около 20 000 эскизов, которые Тёрнер завещал государству.
В ранние годы Рёскин был увлечён исследованиями средневекового искусства Эжена Виолле-ле-Дюка, которым он обучал всех своих учеников, включая Уильяма Морриса, основателя движения «Искусства и ремёсла», особенно 10-томным «Толковым словарём французской архитектуры XI—XVI века» (1854—1868), который он считал «единственной книгой об архитектуре, имеющей какую-либо ценность».
Среди публикаций Рёскина наиболее известны «Лекции об искусстве» (англ. Lectures of Art, 1870), «Художественный вымысел: прекрасное и безобразное» (англ. Fiction: Fair and Foul), «Английское искусство» (англ. The Art of England), «Современные художники» (англ. Modern Painters, 1843—1860), «Семь светочей архитектуры» (1849), «Венецианские стихотворения» (1851), «Джотто и его творения» (1853—1860), а также «Природа готики» (англ. The Nature of Gothic, 1853), знаменитая глава из «Камней Венеции», изданная впоследствии Уильямом Моррисом отдельной книгой. В 1875—1877 годах были опубликованы очерки «Флорентийские рассветы». Всего Рёскиным опубликовано пятьдесят книг, семьсот статей и лекций.
В 1844 году Рёскин снова совершил поездку по континенту со своими родителями, он изучал геологию Альп, посетил Париж, в Лувре увидел картины Тициана, Веронезе и Перуджино. В 1845 году, в возрасте 26 лет, он впервые предпринял путешествие без родителей. Это дало ему возможность изучать средневековое искусство и архитектуру во Франции, Швейцарии и особенно Италии. В Лукке он увидел надгробие Иларии дель Карретто работы Якопо делла Кверча (1406—1408), которое он считал лучшим образцом христианской скульптуры (позднее он связал это произведение искусства с тогдашним предметом своей любви, Розой Ла Туш). Он черпал вдохновение из того, что видел на Кампо Санто в Пизе, во Флоренции, где его особенно впечатлили работы Фра Анджелико и Джотто. В Венеции — мозаики собора Святого Марка и картины Тинторетто в Скуоле Гранде-ди-Сан-Рокко, но он был встревожен негативным воздействием на город модернизации: «Венеция потеряна для меня», — написал он. В конце концов это убедило его в том, что архитектурная реставрация и реконструкция — это разрушение и что единственным истинным и верным действием является сохранение и консервация. «Сама мысль о какой-либо реставрации памятников представлялась ему кощунственной; он предпочитал оставлять памятники такими, какие они есть, с тем, чтобы они постепенно достигли благородного состояния развалин».
С 1859 по 1868 год Рёскин работал в прогрессивной школе для девочек в Виннингтон-холле в Чешире. Частый посетитель школы, автор писем и даритель фотографий и геологических образцов, Рёскин одобрял сочетание спорта, рукоделия, музыки и танцев, поощряемое директором школы мисс Белл. Эта ассоциация привела к появлению оригинальной работы Рёскина «Этика пыли» (The Ethics of the Dust, 1866), воображаемого разговора с девушками Виннингтона, в котором он представил себя как «Старого лектора». Он поддерживал и другие женские учебные заведения. Одним из результатов этого участия стала книга-пособие «Элементы рисования» (Elements of Drawing, 1857). Он научил рисованию нескольких женщин по переписке, и его книга представляла собой одновременно ответ и вызов современным руководствам по изобразительному искусству.
Рёскин был единогласно назначен первым профессором изящных искусств Слейда в Оксфордском университете в августе 1869 года. Помимо официальных преподавательских классов в Оксфорде, Рёскин с 1850-х годов становился всё более популярным публичным лектором. Его первые публичные лекции по архитектуре и живописи были прочитаны в Эдинбурге в ноябре 1853 года. Его лекции на выставке «Сокровища искусства» в Манчестере в 1857 году были собраны и изданы под названием «Политическая экономия искусства» (The Political Economy of Art), а позже под заглавием фразы из Китса «Вечная радость» (A Joy For Ever).
В 1871 году Джон Рёскин основал собственную художественную школу в Оксфорде — Школу рисования и изящных искусств Рёскина (The Ruskin School of Drawing and Fine Art). Первоначально он располагался в Музее Эшмола, но теперь занимает помещение на Хай-стрит. Рёскин пожертвовал школе 5000 фунтов стерлингов из собственных денег. Он также собрал большую коллекцию рисунков, акварелей и других материалов (более 800 номеров), которые использовал для иллюстрирования своих лекций.

### Рёскин — теоретик искусства
Для Рёскина задача художника заключалась в том, чтобы быть посредником чисто интуитивным: цель его не в том, чтобы думать, рассуждать и познавать. Всё это не для него; жизнь его направлена лишь к двум целям — видеть и чувствовать. И с этой точки зрения Рёскин отдаёт предпочтение искусству «примитивов». Однако во времена Возрождения искусство было как бы заражено грехом научной гордыни. Рёскину по душе готический стиль, который он предпочитает греческому вследствие характерной для готических мастеров спонтанной любви к природе (даже если при этом они не лишены определённой грубости выражения), ибо Рёскин враждебно относится к парализующему жизненность изображения поиску совершенства. Пресловутая теория достижения идеала красоты через строгий отбор предметов изображения представляется ему ошибочной: любой феномен природы обладает собственной ценностью
Рёскин утверждал, что, в отличие от Тёрнера, старые мастера, такие как Гаспар Дюге или Сальватор Роза, отдавали предпочтение изобразительной условности, а не «правде природы». Он объяснил, что имел в виду «как моральную, так и материальную истину». Задача художника — наблюдать реальность природы, а не изобретать её в мастерской, образно передать на холсте то, что он увидел и понял, свободно от каких-либо правил композиции. По мнению Рёскина, современные пейзажисты продемонстрировали превосходное понимание «истин» воды, воздуха, облаков, камней и растительности, оценку которых Рёскин продемонстрировал в своей собственной прозе.
Рёскин многое сделал для укрепления позиций прерафаэлитов, например, в статье «Прерафаэлитизм» (англ. Pre-Raphaelitism, 1851), а также повлиял на антибуржуазный пафос этого движения. Кроме того, он «открыл» для современников Уильяма Тёрнера, живописца и графика, мастера пейзажной живописи. В книге «Современные художники» Рёскин защищал Тёрнера от нападок критики и назвал его «великим художником, дарование которого я оказался способен оценить при жизни».

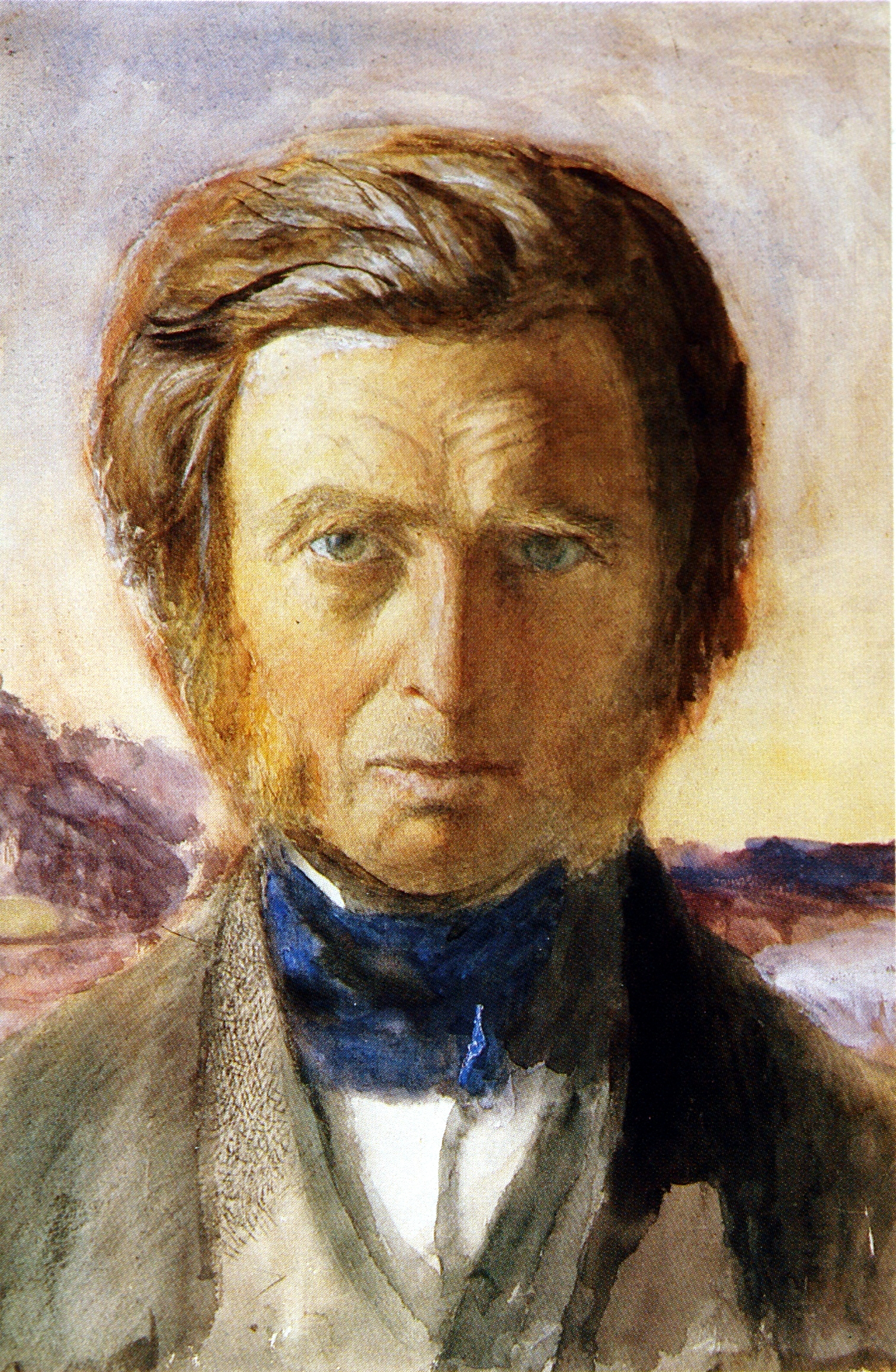
Джон Рёскин. Автопортрет. 1875. Бумага, карандаш, акварель

Рёскин неуклонно отстаивал принцип «верности Природе»: «Не от того ли, что мы любим свои творения больше, чем природу, мы ценим цветные стекла, а не светлые облака… И, выделывая купели и воздвигая колонны в честь … мы воображаем, что нам простится постыдное пренебрежение к холмам и потокам, которыми наделено наше обиталище — земля». В качестве идеала он выдвигал средневековое искусство, таких мастеров раннего Возрождения, как Перуджино, Фра Анджелико, Джованни Беллини.

 Джон Рёскин резко осуждал машинизацию и развитие индустриального общества. Для того, чтобы его дела не расходились со словами, он никогда не ездил по железной дороге, и даже собственные книги рассылал дилижансом. Он мечтал о возрождении художественных ремёсел в том виде, в каком они существовали в эпоху средневековья, когда мастера были универсалами — строителями, скульпторами, резчиками, живописцами. На его лекции по истории искусства «валили толпы людей», в основном консервативно настроенной викторианской публики, которую он призывал делиться своими доходами с художниками и чинить плохие дороги. Лекции Рёскина пользовались такой популярностью, что их приходилось читать дважды — один раз для студентов и второй раз для широкой публики. Большинство из них в конечном итоге были опубликованы. Заниматься чистым искусством Рёскин считал безнравственным, отсюда его ссора с «эстетами» и Джеймсом Уистлером. Однако «нравственный сюжет» в представлении Рёскина должен быть красив, поэтому и Рембрандта он не считал выдающимся художником
Классицистическая архитектура в противоположность готической выражает моральную бессодержательность, регрессивную стандартизацию. Рёскин связывает классические ценности с современным развитием, в частности с деморализаторскими последствиями промышленной революции, отражающимися в таких феноменах архитектуры, как Хрустальный дворец. Вопросам архитектуры Рёскин посвятил много работ, однако наиболее выразительно свои идеи он отразил в очерке «Природа Готики» («The Nature of Gothic») из второго тома «Камней Венеции» (The Stones of Venice) 1853 года, вышедшем в разгар бушевавшей в Лондоне «битвы стилей». Помимо апологии готического стиля, он выступал в этом очерке с критикой разделения труда и нерегулируемого рынка, отстаиваемых английской политэкономической школой.

 Рёскин — великий идеалист и романтик. Его знаменитая книга «Камни Венеции», осуждающая одновременно академизм и «викторианский стиль», имела огромное влияние на несколько поколений художников. Рёскин выступал за охрану памятников архитектуры, в том числе и мало известных, как считалось тогда, не имеющих художественной ценности. При университете он организовал школу живописи и мастерские художественных ремёсел. Выступал за подлинный историзм художественного мышления, за «исторически современное зодчество, где… есть все украшения, первые зародыши которых таились в мыслях людей, умерших две тысячи лет назад». Рёскин утверждал, что подлинное искусство является выражением радости ремесленника от свободной творческой работы. «Работнику необходимо дать возможность думать и выражать свою личность и идеи, в идеале используя свои собственные руки, а не машины. Мы же хотим, чтобы один человек всегда думал, а другой всегда работал, и называем одного господином, а другого рабочим; тогда как рабочий должен часто думать, а мыслитель —часто работать, и оба должны быть джентльменами в лучшем смысле этого слова. А так мы делаем обоих неблагодарными: один завидует, другой презирает своего собрата; а масса общества состоит из болезненных мыслителей и жалких рабочих. Теперь только трудом можно сделать мысль здоровой, и только мыслью можно сделать труд счастливым, и то и другое нельзя безнаказанно разъединить»
Джон Рёскин составлял регулярные обзоры ежегодных выставок в Королевской академии художеств под названием «Записки Академии» (Academy Notes, 1855—1859, 1875). Несмотря на издёвки академических критиков, их тексты имели большое влияние, как и поддержка молодых художников-перафаэлитов, Уильяма Морриса и движения «Готического возрождения» в Англии.
Его интерпретация «искусства», в частности в публичных лекциях в Оксфорде, охватывала почти все мыслимые области, включая гравюру по дереву и металлу, керамику, текстиль и витраж, отношения науки к искусству и ремеслу. Его лекции соединяли мифологию, орнитологию, геологию, природоведение и литературу. «Преподавание искусства…», писал Рёскин, «является обучением всему». Рёскин никогда не боялся кого-то обидеть. Но когда он раскритиковал Микеланджело на лекции в июне 1871 года, это было воспринято как нападение на большую коллекцию работ этого художника в Музее Эшмола.

### Воззрения на общество

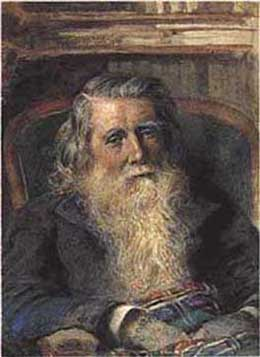
А. Северн. Портрет Джона Рёскина. 1897. Холст, масло

Преподавая рисование в Рабочем колледже Лондона, Джон Рёскин испытал влияние шотландского историка и публициста Томаса Карлейля. В то время Рёскина стали интересовать идеи преобразования общества в целом, а не только искусства. В книге «Последнему, что и первому» (Unto This Last, 1860), обозначившей оформленность политико-экономических воззрений Рёскина, он выступил с критикой капитализма с позиций христианского социализма, требуя реформ в образовании, всеобщей занятости и социальной помощи инвалидам и людям преклонного возраста. В 1908 году это произведение Рёскина было переведено на гуджаратский язык индийским политическим деятелем Мохандасом Ганди под названием «Сарводайя».
В 1869 году Рёскин был избран первым почётным профессором искусств Оксфордского университета, для студентов которого он собрал коллекцию произведений искусства в оригиналах и репродукциях. Рёскин также приобрёл большую популярность в среде ремесленников и рабочего класса — особенно в свете основания им выходившего с 1871 по 1886 годы ежемесячного издания «Fors Clavigera» («Письма к рабочим и труженикам Великобритании»). Совместно с Уильямом Моррисом и прерафаэлитами он стремился открыть рабочим индустриальных районов красоту ремесленного производства и победить дегуманизирующие последствия механизации труда при помощи художественно-промышленных мастерских, где применялся бы только творческий ручной труд. Сам Рёскин возглавил первую такую мастерскую, носящую название «Гильдия Святого Георгия».

### Личный кризис

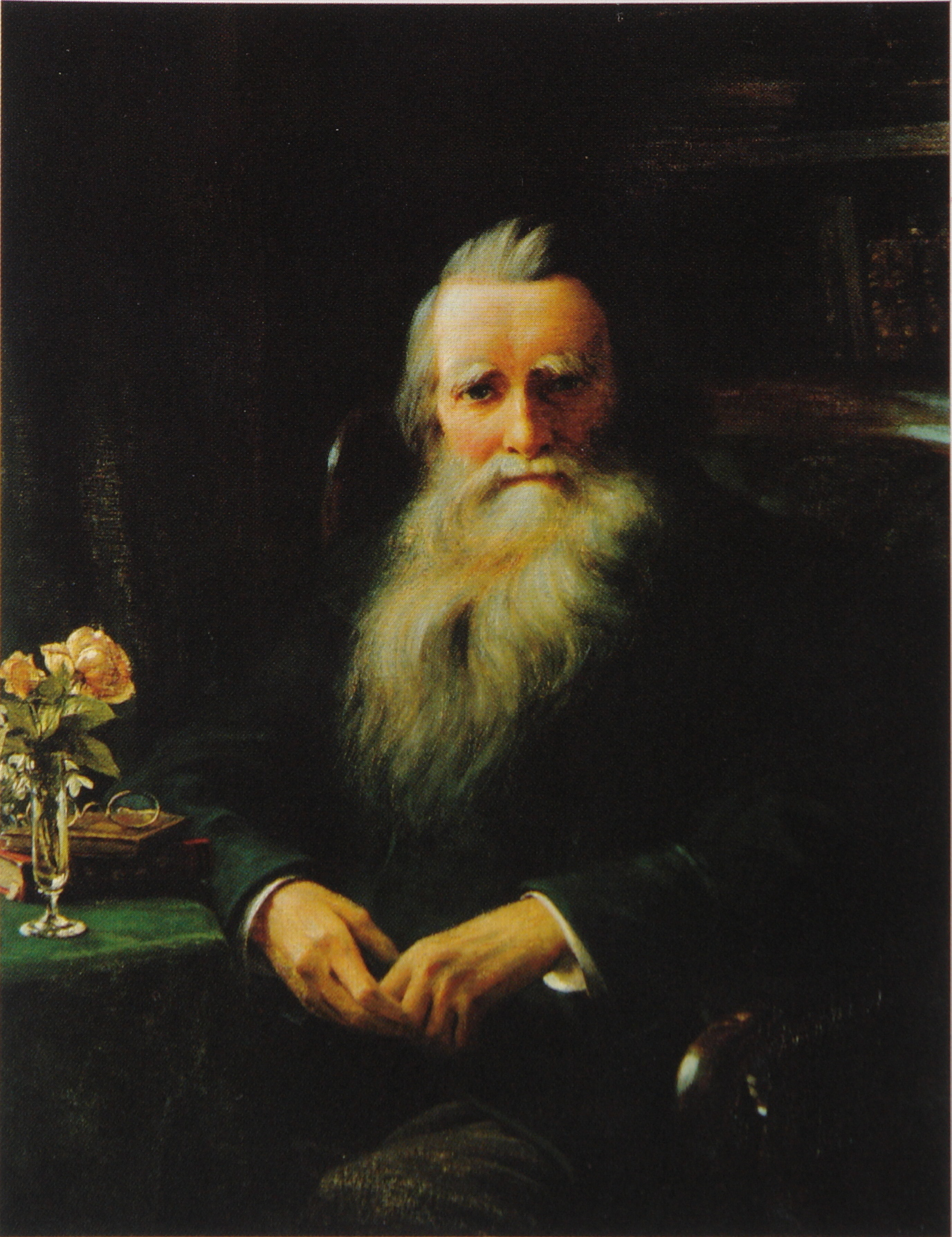
У. Г. Коллингвуд. Джон Рёскин. 1897. Холст, масло

В 1848 году Рёскин женился на Эффи Грей. Брак оказался неудачным, супруги разъехались и в 1854 году получили развод, а в 1855 году Эффи вышла замуж за художника-прерафаэлита Джона Эверетта Милле. Поводом для развода послужило то, что супруги не вступали в супружеские отношения. Этой истории посвящены канадский фильм «Страсть Джона Рёскина» и британский кинофильм «Эффи».
В конце 1850-х — 1860-е годах, в период острого религиозного кризиса, Рёскин пережил страстную влюблённость в девочку, а затем девушку из крайне религиозной протестантской семьи Розу Ла Туш (1848—1875). Он познакомился с ней в 1858 году, через восемь лет сделал предложение, но в 1872 году получил окончательный отказ от её родителей. Через три года Роза умерла по неизвестной причине. История этой любви не раз упоминается в романе В. В. Набокова «Лолита».
В 1870-х годах на этой почве у Рёскина обострилась наследственная неврологическая патология (синдром CADASIL), в 1885 году он уединился в своем имении Брентвуд в Озёрном крае, которое уже не покидал до самой смерти.
Творчество Рёскина оказало значительное влияние на Уильяма Морриса, Оскара Уайльда, Марселя Пруста, Махатму Ганди, а в России — на Льва Толстого. В Новом Свете его идеи пытались воплотить в жизнь сеть утопически-социалистических коммун, включавших «Колонии Раскина» в Теннесси, Флориде, Небраске и Британской Колумбии.

## Избранная библиография
- «Поэзия архитектуры» (The Poetry of Architecture, 1838)
- The King of the Golden River (1841)
- «Современные художники» (Modern Painters, 1843)
- «Современные художники 2» (Modern Painters II, 1846)
- The Seven Lamps of Architecture («Семь светочей архитектуры») (1849)
- Pre-Raphaelitism (1851)
- The Stones of Venice I (1851)
- The Stones of Venice II and III (1853)
- Architecture and Painting (1854)
- Modern Painters III (1856)
- The Harbours of England (1856)
- Political Economy of Art (1857)
- The Two Paths (1859)
- The Elements of Perspective (1859)
- Modern Painters IV (1860)
- Unto This Last (1862)
- Munera Pulveris (Essays on Political Economy) (1862)
- Cestus of Aglaia (1864)
- Sesame and Lilies (1865)
- The Ethics of the Dust (1866)
- The Crown of Wild Olive (1867)
- Time and Tide (1867)
- The Flamboyant Architecture of the Somme (1869)
- The Queen of the Air (1869)
- Verona and its Rivers (1870)
- Aratra Pentelici (1872)
- The Eagle’s Nest (1872)
- «The Poets Day By Day» (1873)
- Love’s Meinie (1873)
- Ariadne Florentina (1873)
- Val d’Arno (1874)
- The Ethics of the Dust 1875
- Mornings in Florence (1877)
- «Художественный вымысел: прекрасное и безобразное» (Fiction, Fair and Foul, 1880)
- Deucalion (1883)
- St Mark’s Rest (1884)
- Storm-Clouds of the Nineteenth Century (1884)
- Bible of Amiens (1885)
- Proserpina (1886)
- Praeterita (1889)